# Finlands Kristdemokratiska Unga
Finlands Kristdemokratiska Unga (KD Unga) är ett politiskt ungdomsförbund associerat till Kristdemokraterna i Finland och grundat 1971. KD Unga är ett tvåspråkigt borgerligt ungdomsförbund som respekterar familj, frihet och företagsamhet. KD Ungas politik baserar sig på kristdemokratin. KD Unga samarbetar med sina internationella syskonorganisationer i bl.a. paraplyorganisationerna Kristdemokratisk Ungdom i Norden och Europeiska folkpartiets ungdomsförbund.